# Bazougers

Bazougers este o comună în departamentul Mayenne, Franța. În 2009 avea o populație de 999 de locuitori.

## Galerie

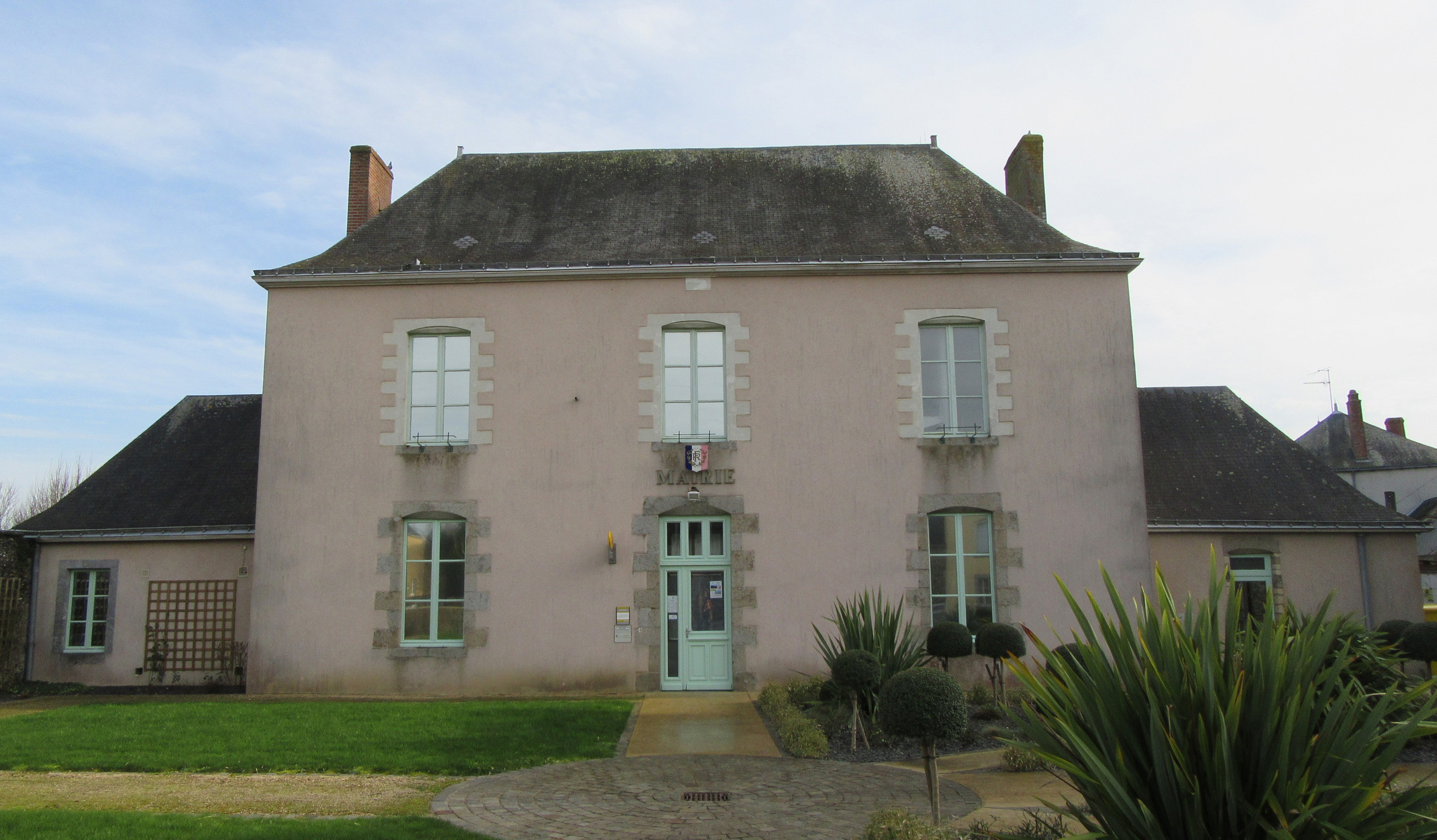
Palatul Primăriei